# Ekonomická přidaná hodnota
Ekonomická přidaná hodnota (vychází z anglického pojmu economic value added, zkráceně EVA) je finanční ukazatel, který lze definovat jako rozdíl mezi čistým provozním ziskem a kapitálovými náklady. Tento ukazatel se stal velmi populární díky faktu, že bere v potaz i náklady na vlastní kapitál. Ukazatel EVA slouží především k posouzení hodnoty majetku vlastníků, takzvané shareholder value. Je vhodné upozornit, že do nákladů na kapitál se započítávají náklady obětované příležitosti.
Ukazatel byl vyvinut v roce 1993 v New Yorku konzultační společností Stern Stewart & Co, která k tomuto označení vlastní ochrannou známku.

## Základní vzorec
{\displaystyle {\mathit {EVA}}\ =\ EBIT\cdot (1-t)-C\cdot WACC\ =\ {\mathit {NOPAT}}-C\cdot WACC}
- EBIT – provozní zisk před úroky a zdaněním (Earnings before interest and taxes)
- t – míra zdanění zisku (například 20 % = 0,2)
- C – dlouhodobě investovaný kapitál
- NOPAT – čistý provozní zisk po zdanění (Net Operating Profit After Taxes)
- WACC – vážený průměr nákladů na kapitál (například 10 % = 0,1) (Weighted average cost of capital)

## Hrubá přidaná hodnota
Hrubá přidaná hodnota (zkráceně HPH, anglicky gross value added (GVA)) je výsledek rozdílu mezi celkovou produkcí zboží a služeb měřené na jedné straně a spotřebou (hodnota statků a služeb spotřebovaných ve výrobě) na straně druhé.